# Дубинський Ананія Єфремович
Ананія Єфремович Дубинський (нар. 1857, Троки, Віленська губернія, Російська імперія — пом. 17 січня 1913, Троки, Віленська губернія, Російська імперія) — караїмський газзан і меламед.

## Життєпис
Народився в Троках в небагатій караїмській родині. Закінчив мидраш зі званням «ріббі», що при трокському гахамі І.-Б. З. Каплановському було дуже непросто. Бажав продовжити свою освіту, але це стало неможливим через смерть батька. З 1899 по 1903 роки служив газзаном і вчителем давньоєврейської мови в Херсоні, який змушений був покинути через скрутне матеріальне становище. Займався землеробством і торгівлею. Приватно давав уроки давньоєврейської мови караїмської молоді, намагаючись прищепити їй любов до рідної літератури. Останні роки життя служив молодшим газзаном у Троках. У 1911 році за дорученням Трокського караїмського духовного правління справив розкопки на стародавньому Трокському караїмському кладовищі, де ним було виявлено надгробок лікаря Езри бен Нісана га-Рофе (1595-1666), який за легендою вилікував від важкої хвороби дочку польського короля Яна Казимира. 30 жовтня 1911 року брав участь в церемонії закладки першої в місті Вільно кенаси.
Був автором неопублікованих богословських праць і релігійної поезії давньоєврейською мовою на честь різних громадських подій.
Помер 1913 року в Троках.